# Дастан (література)
Даста́н (дестан, від перс. داستان «оповідання») — епічний жанр у літературах Близького Сходу та Середньої Азії; це літературна обробка казкових сюжетів, легенд і переказів. Відомі також народні дестани («вторинний» фольклор).
У дастанах відображається життя і подвиги історичних осіб, побут і звичаї феодальної епохи. Часто вони мають ускладнений сюжет, описувані події є гіперболізованими, персонажі — ідеалізованими.
Дастани можуть бути прозовими, віршованими і мішаними. Віршований розмір, як правило, 11-складовий або 7-8-складовий.
У класичних перській, таджицькій, узбецькій і азербайджанській літературах X—XV століть дастанами називають романтичні поеми («Лейла і Меджнун», «Хосров і Ширін» Нізамі) або окремі розділи великих епічних поем (наприклад, з «Шахнаме» Фірдоусі).
В Узбекистані існують записи дастанів — народних варіантів поем А. Навої. Виконавець дастанів називається дастанчі.
Прикладами народних дастанів є середньоазійські версії епосу Кер-огли, узбецький Алпамиш.

7-8-складовий твір у казахському фольклорі називався джір (або жір), а виконавці - джірші.